# Малое Сатыково
Малое Сатыково — озеро в России, расположено в Тавдинском городском округе Свердловской области. Из озера берёт начало река Лайма (приток Носки). Площадь озера составляет 4,4 км², площадь водосбора — 87 км².
Озеро Малое Сатыково расположено примерно в 28 км к востоку от города Тавды и в 2 км к юго-западу от озера Большое Сатыково. У южного берега озера находится деревня Малое Сатыково, у восточного берега — деревня Большое Сатыково (нежилая). Рядом произрастают смешанные леса, берега озера местами заболочены. Из рыб водятся щука, окунь, чебак, язь, карась.